# Lorraine (cuirassé)
Pour les articles homonymes, voir Lorraine (homonymie).
La Lorraine est un cuirassé français de classe Bretagne, construit en 1913 et rayé des listes de la flotte en 1953.

## Origine
La classe Bretagne est issue de la loi-programme du 30 mars 1912. Le texte était ambitieux, qui visait à fixer la flotte à vingt-huit cuirassés, dix éclaireurs d’escadre, cinquante-deux torpilleurs dits de « haute-mer », dix bâtiments pour divisions lointaines et quatre-vingt quatorze sous-marins.
À l'époque du vote de la loi, la France dispose d'une flotte de cuirassés non négligeable (dont douze cuirassés modernes : deux « classe République » ; quatre « classe Liberté » ; et six « classe Danton »), mais qui compte aussi des navires totalement dépassés, dont ceux issus programme naval de 1890, dit flotte d'échantillons. Ce programme avait le tort de fixer uniquement la composition de l'artillerie principale, la vitesse minimale et le déplacement maximal de 12 000 tonnes. Le reste était laissé à l'imagination des ingénieurs, ce qui a donné des bâtiments n'ayant pas la même silhouette, la même propulsion, le même calibre d'artillerie secondaire, le même compartimentage ou le même blindage.
Cette absence de normes avait des conséquences désastreuses en termes d'entretien, d'approvisionnement ou même en ordre de bataille, avec des bâtiments parfois très différents, mais qui avaient en commun une mauvaise protection de la zone en dessous de la ligne de flottaison. Ainsi, le Bouvet, issu du programme de 1890 chavirera et coulera en moins d'une minute, emportant la majeure partie de son équipage de 700 marins, après avoir touché une mine dans le détroit des Dardanelles le 18 mars 1915 lors de la bataille du même nom.
Cette flotte de cuirassés est donc assez disparate, mais surtout quasiment rendue obsolète par l'entrée en service du HMS Dreadnought (1906) britannique en 1906.
La France réagit tardivement à cette révolution, qui a conduit à une course à l'armement, et ce n'est qu'à l'occasion du programme naval de 1910 que la première classe de Dreadnoughts français est programmée, avec la classe Courbet, qui sera suivie par la classe Bretagne, dont est issue la Lorraine.
Le pays est toutefois handicapé par le manque de forme de radoub de taille suffisante, les bassins Vauban de Toulon ne seront terminés qu'en 1927, ce qui va conduire à une reprise par les classes Bretagne des coques des classes Courbet.

## Construction et équipement

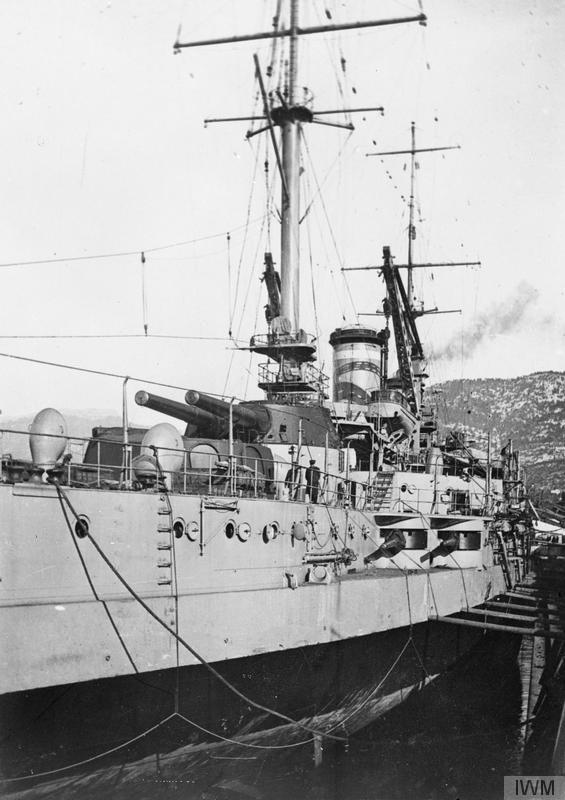
La Lorraine à Toulon en 1916.

Nommé d'après la région Lorraine, le cuirassé est mis en chantier dans le cadre du programme 10.12 aux Ateliers et Chantiers de la Loire (ACL) de Saint-Nazaire en novembre 1912. Troisième navire de la classe Bretagne, son lancement intervint le 20 avril 1913 et il est effectivement admis au service le 27 juillet 1916.
Il a une longueur hors tout de 166 mètres pour une largeur au fort (maître-bau) de 26,9 mètres et un tirant d'eau de 9,8 mètres. Son déplacement théorique est 23 230 t, soit environ 25 000 t à pleine charge, avec un équipage compris entre 1124 et 1133 officiers, officiers mariniers quartiers-maîtres et matelots.
L'appareil propulsif de ce bâtiment est composé de quatre turbines à vapeur Parsons. Son appareil évaporatoire se compose de 24 chaudières multitubulaires produites par Guyot Du Temple, avec une puissance développée de 43 000 chevaux pour une vitesse maximale de 21 nœuds. Il emporte à l'origine 2 680 tonnes de charbon, avec une autonomie de 4 700 nautiques à la vitesse de 10 nœuds.
L'armement principal de la Lorraine est constitué de dix canons de 340 mm/45 modèle 1912 disposés en cinq tourelles doubles, deux superposées à l'avant, deux superposées à l'arrière et une entre les deux cheminées. La tourelle centrale ne recevra ses canons qu'en janvier 1917.
Son artillerie secondaire consiste en 22 canons de 138 mm modèle 1910, installés en casemates le long de la coque, ainsi que sept canons Hotchkiss de 47 mm modèle 1885, un sur chacun des tourelles principales et deux sur le château du cuirassé. Il reçoit également quatre tubes lance torpilles, pouvant lancer des torpilles de 450 mm.
La ceinture blindée principale atteint 270 mm d'épaisseur et le pont était blindé à hauteur de 40 mm, alors que les batteries sont protégées par un blindage de 300 mm, l'artillerie secondaire en casemate recevant un blindage de 17 mm. Le château est protégé par un blindage de 314 mm.

## Historique

### Pendant la première Guerre Mondiale
La Lorraine est affectée, avec les deux autres bâtiments de sa classe, à la 1re division de cuirassés de la 1re escadre, dont la mission principale est d'empêcher la sortie de la flotte austro-hongroise de la mer adriatique. Ils maintiendront leur position sur Corfou pendant toute la durée de la guerre, mais la Lorraine est engagée le 1er décembre 1916 dans les Vêpres grecques (événements de novembre pour les Grecs) avec 22 autres bâtiments, dont le Mirabeau qui ouvre le feu sur la capitale grecque.
À cette époque, une partie de son équipage fut débarquée pour participer à la lutte anti-sous-marine et la Lorraine ne connut guère d'action pendant la Grande Guerre, en particulier du fait de son carénage à Toulon en 1917, si ce n'est son transport du Maréchal Joffre aux États-Unis.
Grâce à son carénage, elle voit la portée de son artillerie principale allongée, elle passe de 14 500 m à 18 000 m à la suite d'une modification de la capacité d'élévation des canons, qui passe de 12 à 18 degrés. Les sisters-ships de sa classe verront eux aussi leur artillerie principale améliorée après l'armistice, passant à 25 000 m de portée.
Après la défaite des Empires centraux, La Lorraine est chargée d'escorter ce qui reste de la flotte austro-hongroise vers la France et l'Italie, avant qu'il ne soit statué sur son sort dans le cadre des négociations post-guerre.

### Dans l’entre-deux guerres
Avec la fin de la Grande guerre et la baisse des budgets, la classe Normandie en construction ne verra pas le jour et la classe Lyon sera abandonnée, ce qui fait des Bretagne les cuirassés les plus avancés de la flotte française au sortir de la guerre.
Il a été envisagé un temps d'envoyer le bâtiment en Mer Noire, avec la Provence dans les manœuvres engagées contre les Bolsheviks, mais les mutineries de la Mer Noire l'empêcha, étant rappelé que les marins, comme tous les militaires, aspirent à la paix après cette longue guerre, même si le rôle de la Marine a souvent considéré comme mineur et moins difficile que celui de l'infanterie.
À la place, les deux cuirassés vont rallier Constantinople en octobre 1919 et vont y former le noyau de l'escadre de Méditerranée orientale jusqu'en juillet 1921.

#### Première refonte
Comme pour les autres bâtiments de sa classe, la Lorraine entre rapidement en bassin pour sa "première" refonte, qui sera différente de celle des autres cuirassés de la classe, car l'élévation de son artillerie principale de 12° à 18° a déjà été réalisée pendant la 1re guerre mondiale.
La refonte dure du 10 novembre 1921 jusqu'au 4 décembre 1922.
Les quatre canons de 138 mm en casemate ont été supprimés, de même que les casemates, le constat ayant été fait qu'en dehors des périodes de beau temps, ces canons étaient constamment inutilisables à cause de la mer. Les canons anti-aériens de 75 mm modèle 1897 ont été remplacés par quatre canons, de même calibre, modèle 1918, positionnés au milieu du navire.
Le mat avant a été remplacé par un mat tripode et son mat arrière modifié pour permettre au cuirassé de mettre en œuvre un ballon captif pour le réglage de son artillerie.
Il a également été installé une direction de tir Vickers équipée d'un télémètre en haut du nouveau mat tripode ainsi que deux télémètres sur chaque côté de la superstructure pour les canons de 138 mm. Il fut tenté d'installer sur les tourelles no 2 et no 4, mais sans succès.
Versée dans la réserve dès sa sortie de refonte, elle rejoindra le service actif dès 1923 au sein de la 1re division de la 1re escadre de la Flotte de Méditerranée..

#### Deuxième refonte
Le cuirassé fait l'objet d'une modernisation importante entre le 15 novembre 1924 et le 4 août 1926.
Comme lors de la première refonte, il est procédé à l'amélioration de son artillerie principale pour augmenter l'élévation de 18° à 23°, ce qui lui permet d'atteindre une portée de 23.700 mètres. Elle reçoit en outre deux nouveaux télémètres pour sa DCA.
Une partie de son blindage avant est démontée afin d'alléger l'étrave et augmenter son franc-bord avant, alors qu'un groupe de chaudières au charbon est remplacé par des chaudières au mazout et que les catapultes installées sur les batteries principales sont démontées.
À la fin de sa refonte, le cuirassé rejoint son escadre de la Flotte de la Méditerranée.

#### Troisième refonte
De nouvelles chaudières à mazout sont installées pendant cette modernisation qui va durer du 17 septembre 1929 au 6 juin 1931, elle verra également l'amélioration de la direction de tir et le remplacement du modèle Vickers par un système français Saint Chamond-Granat, ainsi que de tous les télémètres, à l'exception de ceux présents sur chacun des tourelles. Deux télémètres sont ajoutés au poste de contrôle de l'artillerie, un autre situé en haut du mat avant et un autre à la base du mat arrière. Un télémètre est ajouté au poste de contrôle de l'artillerie pour mesurer la distance entre la cible et les gerbes.

#### Quatrième refonte
Elle débute le 18 septembre 1934 pour s'achever le 20 septembre 1935, à Brest et marque la fin des dernières chaudières à charbon sur le bâtiment, qui sont remplacées par des chaudières à mazout plus récentes et plus compactes, ce qui permet de convertir le compartiment de la chaudière no 2 en une soute à mazout. Les turbines Pearsons à engrenages sont installées en remplacement des turbines à haute pression.
Les quatre canons de 138 mm situés à l'arrière sont supprimés, de même que leurs casemates, tandis que les quatre canons antiaériens de 75 mm sont remplacés par huit canons du même calibre, modèle 1922. Les tubes lance-torpilles sont également débarqués, un nouveau poste de contrôle de l'artillerie est installé, ainsi que deux directions de tirs pour la DCA avec des télémètres .
La Lorraine voit ses superstructures modifiées, la conduite de tir modernisée, la protection de la casemate et du réduit central grandement renforcée, les canons de 340 mm d'origine sont remplacés par des pièces neuves et l'armement antiaérien considérablement mis à jour, (8 canons de 100 mm, qui seront débarquées en 1939 pour équiper le Richelieu dont les canons polyvalents de 152 mm ne sont pas encore au point, remplacement d'une partie des canons de 138 mm en casemate, 12 mitrailleuses de 13,2 mm antiaériennes, tandis que les tubes lance-torpilles submersibles qui ne sont plus utilisés sur ce type de bâtiments, sont supprimés. La Lorraine perd également sa tourelle centrale au profit d'un hangar qui peut recevoir trois hydravions mis en œuvre grâce à une grue et une catapulte.
Toutes ces modifications, qui ont vocation à prolonger la durée de vie opérationnelle du cuirassé, ne peuvent cependant remédier à des choix de conception, qui sont devenus des défauts avec le temps et notamment la répartition du blindage qui est typique de la 1re guerre mondiale. Celui-ci ne protège plus le bâtiment contre les nouvelles munitions de plus gros calibre, tirées par les adversaires potentiels de la France.
Un choix qui répond à des impératifs budgétaires, une refonte, même coûteuse, l'est moins que la construction d'un nouveau bâtiment. Elle génère un trou capacitaire moins important du fait d'une durée plus courte, à titre de comparaison, la construction du Richelieu depuis le début jusqu'à son lancement a pris trois ans et trois mois.
Mais un choix qui pourra se révéler funeste, ainsi le Hood britannique paiera le prix de sa conception lors de l'affrontement avec le Bismarck, moins d'un an après que la Bretagne, sister-ship de la Lorraine, ait subi le même sort sous les obus du Hood.

### La seconde Guerre Mondiale
La France, avec le statut de 4e puissance navale mondiale (derrière les États-Unis, le Royaume-Uni et le Japon), débute la Seconde Guerre mondiale avec une flotte de cuirassés en plein renouvellement, avec à la fois des bâtiments de ligne très modernes tout juste entrés en service comme le Dunkerque et le Strasbourg  ou en cours d'achèvement comme le Richelieu et des unités anciennes, comme la Lorraine, la Provence et la Bretagne qui, en dépit de refontes successives, risquent d'être déclassés face à des ennemis plus modernes.
En 1939, la Lorraine est le navire amiral de la 2e division de ligne (Brest). Elle rallie Toulon avec sa division, qui est affectée à la 2e escadre de la Flotte de la Méditerranée. Elle participe à des missions d'escorte fin août 1939 entre l'Algérie et la France puis accompagnera les convois d'or vers Halifax au Canada en novembre 1939.
Après la déclaration de guerre de l'Italie, la Lorraine prend part au bombardement du port fortifié de Bardia en Libye, le 21 juin 1940. Si les dégâts sont peu importants, ce bombardement, comme celui de Gênes souligne la grande vulnérabilité des côtes de l'Italie et de ses colonies. Elle participe ensuite à plusieurs missions, conjointement avec la flotte Britannique, avant la signature par la France de l'armistice avec l'Allemagne.

#### L'internement à Alexandrie
À cette date, le cuirassé, basé à Alexandrie avec les trois croiseurs de 10 000 tonnes (Duquesne, Tourville, Suffren), du croiseur de 7 500 tonnes (Duguay-Trouin), des trois torpilleurs de 1 500 tonnes (Basque, Forbin, Fortuné) et d'un sous-marin de 1 500 tonnes (Protée), constitue la Force X placée sous les ordres de l'amiral René-Émile Godfroy.
Le 4 juillet 1940, à la suite d'un ordre secret donné par Churchill à la Royal Navy (opération Catapult), celle-ci doit capturer ou neutraliser la Force X. Les bonnes relations qui prévalent entre les deux amiraux Godfroy et Andrew Cunningham  permettent d'engager des négociations entre les deux états-majors, qui aboutissent à un compromis. Les Français acceptent de vider leurs soutes à mazout et retirer les mécanismes de tir de leurs canons, en échange de quoi les navires restent sous leur commandement. Cunningham promet de rapatrier les équipages. Les navires restent alors internés à Alexandrie avec des équipages réduits.
Après des accords signés le 30 mai 1943, toute la Force X bascule dans le camp allié. Commence alors un long trajet par le canal de Suez puis le cap de Bonne Espérance pour la Lorraine, qui arrive à Dakar le 12 octobre 1943 après avoir été contrainte de faire escale à Durban à la suite d'une avarie. Les premières inspections du bâtiment en viennent à la conclusion qu'elle est trop ancienne et surtout trop lente pour être admise à nouveau au service actif. Transformée en navire-école à Mers el-Kebir, l'amirauté envisage même de la cannibaliser pour achever le cuirassé Jean Bart, tout particulièrement ses canons.

#### La reprise du combat avec la France combattante

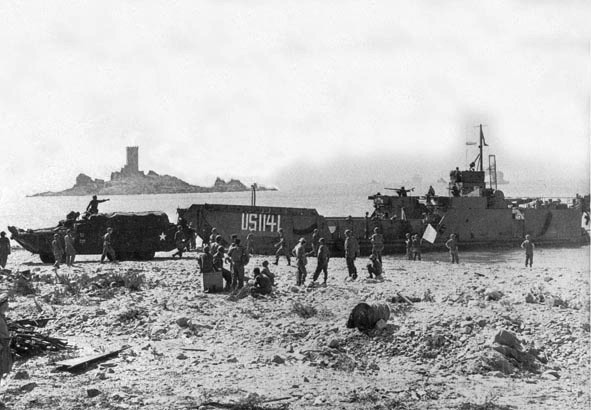
La Lorraine appuie le débarquement de Provence avec son artillerie principale

Elle reprend toutefois du service en avril 1944, bien que seules 4 pièces de 340 mm et 8 de 138 mm soient utilisables et servies, sa DCA est renforcée et elle reçoit quatre mitrailleuses de 13.2/76, 14 canons 40/56 Bofors Mk I/III et 25 canons 20/70 Oerlikon Mk II/IV.
Après l'entraînement de son équipage, la Lorraine est stationnée dans le port de Tarente en vue d'appuyer le débarquement de Provence des forces alliées, avec les croiseurs Emile Bertin, Jeanne d'Arc, Dugay-Trouin, Montcalm, Gloire, Georges Leygues, complétés par la 10e division de croiseurs légers et 16 torpilleurs, destroyers et avisos.
Dès le 19 août 1944, avec la flotte, le cuirassé ouvre le feu sur la batterie de Cepet, sur la presqu'île de Saint-Mandrier, qui reçoit 800 tonnes de bombes et 8 700 obus de marine, dont ceux de la Lorraine, avant de capituler en une semaine.
Elle rentre dans Toulon libéré le 13 septembre 1944, avant de rejoindre la Force navale française d'intervention du contre-amiral Rué, composée d'elle-même, du croiseur lourd Duquesne, du croiseur léger Gloire, de deux torpilleurs, de deux destroyers d'escorte et de huit dragueurs de mines.
Les forteresses de Sospel et de Castillon, ainsi que les positions allemandes autour de Carqueiranne et de Saint-Tropez sont également la cible de son artillerie principale jusqu'au 17 septembre 1944, date à laquelle le cuirassé rejoint le port de Portsmouth  pour une courte modernisation, avant de rejoindre Cherbourg en décembre 1944.
Il prend part à aux opérations Vénérable et Vermeille qui débutent le 15 avril 1945 et ouvre le feu sur la poche de Royan, déversant 236 obus de 340 mm, 192 obus de 138 mm et 538 obus de 75 mm, alors que la 10e division française et 66e division américaine mènent l'assaut à terre. La poche tombe finalement le 20 avril 1945 avec la capitulation des forces allemandes de la pointe de Grave.
Le cuirassé rejoint Brest avant de retrouver le port de Toulon.

## Après la Seconde Guerre mondiale
Basée à Toulon, la Lorraine est utilisée comme bâtiment d'entraînement au tir dès 1947, puis comme dépôt des équipages, avant d'être rayée des listes de la flotte 17 février 1953.
La Lorraine est la dernière survivante de la classe, après la perte de la Bretagne à Mers El Kébir et le sabordage de la Provence à Toulon. Usée par son service et n'ayant plus aucune valeur militaire, La Lorraine est vendue pour être démolie  dans les chantiers de déconstruction navale de Brégaillon, le 18 décembre 1953.

## Sources